# Colmenar de Montemayor
Colmenar de Montemayor település Spanyolországban, Salamanca tartományban. Colmenar de Montemayor Sotoserrano, Pinedas, Molinillo, Cristóbal, Horcajo de Montemayor, Aldeacipreste és Valdelageve községekkel határos. Lakosainak száma 173 fő (2024).

## Népesség
A település népessége az elmúlt években az alábbi módon változott:
| Lakosok száma | 266  | 247  | 219  | 211  | 200  | 196  | 187  | 182  | 175  | 173  |
|               | 2001 | 2004 | 2007 | 2009 | 2012 | 2014 | 2017 | 2019 | 2022 | 2024 |